# Заместитель председателя Китайской Народной Республики
Замести́тель председа́теля Кита́йской Наро́дной Респу́блики (кит. трад. 中華人民共和國副主席, упр. 中华人民共和国副主席, пиньинь Zhōnghuá Rénmín Gònghéguó Fùzhǔxí, палл. Чжунхуа Жэньминь Гунхэго Фучжуси, сокращённо кит. трад. 國家副主席, упр. 国家副主席, пиньинь Guójiā Fùzhǔxí, палл. Гоцзя Фучжуси — Заместитель председателя государства; в англоязычных источниках c 1982 года именуется Ви́це-президе́нт Кита́йской Наро́дной Респу́блики (англ. Vice-president of the People's Republic of China) — должность в правительстве Китайской Народной Республики. Учреждена в 1954 году, отменена в 1975 году, воссоздана в 1982 году. Избирается Всекитайским собранием народных представителей на 5 лет вместе с председателем КНР.
С 2023 года должность заместителя председателя КНР занимает Хань Чжэн.

## Термин
Китайское слово 副主席 «фучжуси» переводится на русский язык как «помощник председателя» или «заместитель председателя». До 1982 года на английский язык оно переводилось как «вице-председатель» (англ. vice-chairman), но затем его официальный перевод в названии должности главы КНР был сменён на «Вице-президент КНР» (англ. vice-president). При этом в других контекстах «фучжуси» по-прежнему переводится как «vice-chairman», а названия должностей вице-президентов других стран переводятся на китайский как «фуцзунтун» (кит. трад. 副總統, упр. 副总统, пиньинь fùzǒngtǒng).

## История должности
Должность заместителя председателя КНР была создана Конституцией КНР 1954 года вместе с должностью председателя КНР. До принятия этой конституции, с 1949 года, главой КНР был председатель Центрального народного правительства, который также имел своих заместителей.
Конституция 1975 года упразднила посты председателя и заместителя председателя КНР, это было подтверждено и Конституцией 1978 года. Лишь действующая Конституция 1982 года воссоздала эти должности.

## Выборы и полномочия
Заместитель председателя КНР, в соответствии со статьёй 62 Конституции, избирается Всекитайским собранием народных представителей (ВСНП) вместе с председателем КНР. Кандидат в заместители председателя КНР должен быть гражданином КНР в возрасте не менее 45 лет и старше. Его кандидатура выдвигается на рассмотрение ВСНП его Постоянным комитетом, который имеет право снять, в случае необходимости, заместителя председателя с должности. Срок полномочий заместителя председателя КНР равен сроку полномочий ВСНП, то есть составляет пять лет. С 1982 по 2018 годы действовало ограничение, запрещающее заместителю председателя занимать свой пост более двух сроков подряд. В обязанности заместителя председателя входит оказание помощи председателю КНР в управлении страной. В случае отставки или смерти председателя КНР его замещает заместитель председателя.
На практике при выборах заместителя председателя КНР всегда выдвигается один кандидат, одобренный руководством Коммунистической партии Китая (КПК). Чаще всего на эту должность назначается кто-либо из высшего руководства КПК. Так, Цзэн Цинхун, Ху Цзиньтао и Си Цзиньпин были членами Постоянного комитета Политбюро ЦК КПК и Секретариата ЦК КПК. Ли Юаньчао был членом Политбюро ЦК КПК, однако не входил в состав его Постоянного комитета. Нынешний заместитель председателя Хань Чжэн не является ни членом Политбюро, ни его Постоянного комитета, хотя входил туда ранее.
Заместитель председателя КНР играет важную роль в осуществлении внешней политики Китая. В частности он обычно входит в состав Центральной комиссии по иностранным делам ЦК КПК, а также Центральной координационной группы по делам Гонконга и Макао ЦК КПК. Таким образом, несмотря на то, что это больше церемониальная должность, лица, её занимающие, как правило являются людьми со значительным политическим весом.

## Список заместителей председателя КНР
Поколения руководителей КНР

 Первое поколение  Второе поколение  Третье поколение  Четвёртое поколение  Пятое поколение

### Центральное народное правительство КНР[англ.](1949—1954)
Заместители председателя Центрального народного правительства
(1 октября 1949 года — 27 сентября 1954 года)
1. Чжу Дэ (КПК)
2. Лю Шаоци (КПК)
3. Сун Цинлин (Революционный комитет Гоминьдана)
4. Ли Цзишэнь (Революционный комитет Гоминьдана)
5. Чжан Лан (Демократическая лига Китая)
6. Гао Ган (КПК; покончил жизнь самоубийством 17 августа 1954 года)

### 1954—1975
| Портрет | Портрет | Имя (Годы жизни) Провинция, от которой избран в ВСНП | Имя (Годы жизни) Провинция, от которой избран в ВСНП | Срок полномочий | Срок полномочий     | Созыв ВСНП | Председатель КНР   |
| ------- | --- | --- | --- | --- | ------------------- | ---------- | ------------------ |
| 1       | | Чжу Дэ 朱德 (1886—1976) Сычуань | Чжу Дэ 朱德 (1886—1976) Сычуань | 27 сентября 1954 года | 27 апреля 1959 года | I          | Мао Цзэдун         |
| 1       | Первый в истории заместитель председателя КНР | Чжу Дэ 朱德 (1886—1976) Сычуань | Чжу Дэ 朱德 (1886—1976) Сычуань | |                     |            |                    |
| 2       | | Сун Цинлин 宋庆龄 (1893—1981) Шанхай | Дун Биу 董必武 (1886—1975) Хубэй | 27 апреля 1959 года | 17 января 1975 года | II · III   | Лю Шаоци (до 1968) |
| 2       | Срок полномочий | Срок полномочий | Дун Биу 董必武 (1886—1975) Хубэй | Созыв ВСНП | Председатель КНР    |            |                    |
| 3       | \| Занимали пост заместителя председателя совместно. Единственные переизбранные на второй срок заместители председателя КНР. С 1968 года, после отставки Лю Шаоци, исполняли обязанности председателя КНР (также единственные из заместителей председателя). Сун Цинлин — член Революционного комитета Гоминьдана, а также единственная женщина на этом посту. | \| Занимали пост заместителя председателя совместно. Единственные переизбранные на второй срок заместители председателя КНР. С 1968 года, после отставки Лю Шаоци, исполняли обязанности председателя КНР (также единственные из заместителей председателя). Сун Цинлин — член Революционного комитета Гоминьдана, а также единственная женщина на этом посту. | \| Занимали пост заместителя председателя совместно. Единственные переизбранные на второй срок заместители председателя КНР. С 1968 года, после отставки Лю Шаоци, исполняли обязанности председателя КНР (также единственные из заместителей председателя). Сун Цинлин — член Революционного комитета Гоминьдана, а также единственная женщина на этом посту. | \| Занимали пост заместителя председателя совместно. Единственные переизбранные на второй срок заместители председателя КНР. С 1968 года, после отставки Лю Шаоци, исполняли обязанности председателя КНР (также единственные из заместителей председателя). Сун Цинлин — член Революционного комитета Гоминьдана, а также единственная женщина на этом посту. |                     |            |                    |
| 3       | Должность упразднена | | | |                     |            |                    |

### С 1982
| Portrait | Portrait | Имя (Годы жизни) Провинция, от которой избран в ВСНП                         | Срок полномочий    | Срок полномочий    | Созыв ВСНП | Председатель КНР |
| -------- | --- | ---------------------------------------------------------------------------- | ------------------ | ------------------ | ---------- | ---------------- |
| 3        | | Уланьфу 乌兰夫 монг. ᠤᠯᠠᠭᠠᠨᠬᠦ монг. Улаанхүү (1907—1988) Внутренняя Монголия | 18 июня 1983 года  | 8 апреля 1988 года | VI         | Ли Сяньнянь      |
| 3        | Этнический монгол, глава правительства Автономного района Внутренняя Монголия в 1947-1966 годах . Первый заместитель председателя КНР после восстановления должности и единственный неханец на этом посту.                                                          | Уланьфу 乌兰夫 монг. ᠤᠯᠠᠭᠠᠨᠬᠦ монг. Улаанхүү (1907—1988) Внутренняя Монголия |                    |                    |            |                  |
| 4        | | Ван Чжэнь 王震 (1909—1993) Синьцзян-Уйгурский автономный район               | апрель 1988 года   | 12 марта 1993 года | VII        | Ян Шанкунь       |
| 4        | Генерал НОАК, бывший руководитель Синьцзянского парткома КПК. Умер в должности незадолго до конца своего срока. | Ван Чжэнь 王震 (1909—1993) Синьцзян-Уйгурский автономный район               |                    |                    |            |                  |
| 5        | | Жун Ижэнь 荣毅仁 (1915—2005) Шанхай                                          | 12 марта 1993 года | 15 March 1998 года | VIII       | Цзян Цзэминь     |
| 5        | Член Ассоциации демократического национального строительства Китая. | Жун Ижэнь 荣毅仁 (1915—2005) Шанхай                                          |                    |                    |            |                  |
| 6        | | Ху Цзиньтао 胡锦涛 (1942-) Гуйчжоу                                           | 15 марта 1998 года | 15 марта 2003 года | IX         | Цзян Цзэминь     |
| 6        | Бывший секретарь парткома КПК в провинции Гуйчжоу, затем в Тибетском автономном районе. На посту вице-президента внёс большой вклад в урегулирование ситуации после уничтожения посольства КНР в Белграде 7 мая 1999 года. В 2003-2013 годах был председателем КНР. | Ху Цзиньтао 胡锦涛 (1942-) Гуйчжоу                                           |                    |                    |            |                  |
| 7        | | Цзэн Цинхун 曾庆红 (1939-) Цзянси                                            | 15 марта 2003 года | 15 марта 2008 года | X          | Ху Цзиньтао      |
| 7        | Один из ближайших соратников Цзян Цзэминя. При голосовании по его кандидатуре на пост заместителя председателя в ВСНП получил рекордное число голосов против | Цзэн Цинхун 曾庆红 (1939-) Цзянси                                            |                    |                    |            |                  |
| 8        | | Си Цзиньпин 习近平 (1953-) Шанхай                                            | 15 марта 2008 года | 14 марта 2013 года | XI         | Ху Цзиньтао      |
| 8        | Бывший секретарь парткома КПК в провинции Чжэцзян, затем в Шанхае. В 2013 году избран председателем КНР, занимает этот пост до сих пор | Си Цзиньпин 习近平 (1953-) Шанхай                                            |                    |                    |            |                  |
| 9        | | Ли Юаньчао 李源潮 (1951-) Цзянсу                                             | 14 марта 2013 года | 17 марта 2018 года | XII        | Си Цзиньпин      |
| 9        | Бывший секретарь парткома КПК в провинции Цзянсу. Играл большую роль во внешней политике Китая во время пребывания на посту заместителя председателя. В частности представлял КНР на похоронах Нельсона Манделы, и Ли Куан Ю.                                       | Ли Юаньчао 李源潮 (1951-) Цзянсу                                             |                    |                    |            |                  |
| 10       | | Ван Цишань 王岐山 (1948-) Хунань                                             | 17 марта 2018 года | 10 марта 2023 года | XIII       | Си Цзиньпин      |
| 10       | Бывший секретарь Центральной комиссии КПК по проверке дисциплины | Ван Цишань 王岐山 (1948-) Хунань                                             |                    |                    |            |                  |
| 11       | | Хань Чжэн 韩正 (1954-) Чжэцзян                                               | 10 марта 2023 года | Ныне в должности   | XIV        | Си Цзиньпин      |
| 11       | Ранее первый по рангу вице-премьер Госсовета КНР | Хань Чжэн 韩正 (1954-) Чжэцзян                                               |                    |                    |            |                  |